# Station Montcada Bifurcació
Montcada Bifurcació is een treinstation in Montcada i Reixac, gelegen op lijn 3, lijn 4, lijn 7 en lijn 12 van Rodalies Barcelona.
Het station werd in 1862 in gebruik genomen toen er een nieuwe directe lijn tussen Montcada en Station Barcelona Noord werd geopend. In 2016 maakten 468.000 reizigers gebruik van dit station.

## Lijnen
| Eindbestemming                                | Vorig station  | Lijn | Volgend station                                          | Eindbestemming                                                                     |
| --------------------------------------------- | -------------- | ---- | -------------------------------------------------------- | ---------------------------------------------------------------------------------- |
| L'Hospitalet de Llobregat                     | Torre del Baró |      | Montcada i Reixac - Ripollet Station Mollet - Santa Rosa | Granollers - Canovelles La Garriga Vic Ripoll / Ribes de Freser / La Tor de Querol |
| Sant Vicenç de Calders Vilafranca del Penedès | Torre del Baró |      | Montcada i Reixac - Manresa                              | Terrassa Manresa                                                                   |
| Sant Andreu Arenals                           | Torre del Baró |      | Montcada i Reixac - Manresa                              | Cerdanyola Universitat                                                             |
| L'Hospitalet de Llobregat                     | Torre del Baró |      | Montcada i Reixac - Manresa                              | Lleida Pirineus                                                                    |